# Morning Sun (Iowa)
Pour les articles homonymes, voir Morning Sun (homonymie).
Morning Sun est une ville du  comté de Louisa, en Iowa, aux États-Unis. Elle est fondée en 1851 et incorporée le 3 juin 1867.

## Source de la traduction
- (en) Cet article est partiellement ou en totalité issu de l’article de Wikipédia en anglais intitulé « Morning Sun, Iowa » (voir la liste des auteurs).